# Sebastiaan Bornauw
Sebastiaan Bornauw (Wemmel, 22 marzo 1999) è un calciatore belga, difensore del Leeds Utd e della nazionale belga.

## Caratteristiche tecniche
È un difensore centrale.
Fa della fisicità e del gioco aereo i suoi punti di forza.

## Carriera

### Club
Cresciuto nel settore giovanile dell'Anderlecht, ha esordito in prima squadra il 28 luglio 2018 disputando l'incontro di Pro League vinto 4-1 contro il Kortrijk.
Il 25 ottobre successivo ha debuttato nelle coppe europee disputando da titolare il match della fase a gironi di Europa League pareggiato 2-2 contro il Fenerbahçe.
Il 6 agosto 2019 viene acquistato dal Colonia.
Il 16 luglio 2021 firma per il Wolfsburg.

### Nazionale
Dopo avere rappresentato le selezioni giovanili belghe, nell'ottobre 2020 ha esordito in nazionale maggiore.

## Statistiche

### Presenze e reti nei club
Statistiche aggiornate al 28 aprile 2025.
| Stagione          | Squadra           | Campionato        | Campionato | Campionato | Coppe nazionali | Coppe nazionali | Coppe nazionali | Coppe continentali | Coppe continentali | Coppe continentali | Altre coppe | Altre coppe | Altre coppe | Totale | Totale | Totale |
| Stagione          | Squadra           | Comp              | Pres       | Reti       | Comp            | Pres            | Reti            | Comp               | Pres               | Reti               | Comp        | Pres        | Reti        | Pres   | Reti   |        |
| ----------------- | ----------------- | ----------------- | ---------- | ---------- | --------------- | --------------- | --------------- | ------------------ | ------------------ | ------------------ | ----------- | ----------- | ----------- | ------ | ------ | ------ |
| 2018-2019         | Anderlecht        | D1                | 15+8       | 1+0        | CB              | 1               | 0               | UEL                | 4                  | 0                  | -           | -           | -           | 28     | 0      |        |
| ago. 2019         | Anderlecht        | D1                | 1          | 0          | -               | -               | -               | -                  | -                  | -                  | -           | -           | -           | 1      | 0      |        |
| Totale Anderlecht | Totale Anderlecht | Totale Anderlecht | 24         | 1          |                 | 1               | 0               |                    | 4                  | 0                  |             | -           | -           | 29     | 1      |        |
| 2019-2020         | Colonia           | BL                | 28         | 6          | CG              | 1               | 0               | -                  | -                  | -                  | -           | -           | -           | 29     | 6      |        |
| 2020-2021         | Colonia           | BL                | 24+2       | 1+0        | CG              | 2               | 0               | -                  | -                  | -                  | -           | -           | -           | 28     | 1      |        |
| Totale Colonia    | Totale Colonia    | Totale Colonia    | 54         | 7          |                 | 3               | 0               |                    | -                  | -                  |             | -           | -           | 57     | 7      |        |
| 2021-2022         | Wolfsburg         | BL                | 27         | 1          | CG              | 1               | 0               | UCL                | 3                  | 0                  | -           | -           | -           | 31     | 1      |        |
| 2022-2023         | Wolfsburg         | BL                | 26         | 1          | CG              | 2               | 0               | -                  | -                  | -                  | -           | -           | -           | 28     | 1      |        |
| 2023-2024         | Wolfsburg         | BL                | 20         | 0          | CG              | 1               | 0               | -                  | -                  | -                  | -           | -           | -           | 21     | 0      |        |
| 2024-2025         | Wolfsburg         | BL                | 15         | 2          | CG              | 1               | 0               | -                  | -                  | -                  | -           | -           | -           | 16     | 2      |        |
| Totale Wolfsburg  | Totale Wolfsburg  | Totale Wolfsburg  | 88         | 4          |                 | 5               | 0               |                    | 3                  | 0                  |             | -           | -           | 96     | 4      |        |
| Totale carriera   | Totale carriera   | Totale carriera   | 166        | 12         |                 | 9               | 0               |                    | 7                  | 0                  |             | -           | -           | 182    | 12     |        |

### Cronologia presenze e reti in nazionale
Aggiornato al 14 giugno 2023

| Cronologia completa delle presenze e delle reti in nazionale ― Belgio | Cronologia completa delle presenze e delle reti in nazionale ― Belgio | Cronologia completa delle presenze e delle reti in nazionale ― Belgio | Cronologia completa delle presenze e delle reti in nazionale ― Belgio | Cronologia completa delle presenze e delle reti in nazionale ― Belgio | Cronologia completa delle presenze e delle reti in nazionale ― Belgio | Cronologia completa delle presenze e delle reti in nazionale ― Belgio | Cronologia completa delle presenze e delle reti in nazionale ― Belgio |
| Data                                                                  | Città                                                                 | In casa                                                               | Risultato                                                             | Ospiti                                                                | Competizione                                                          | Reti                                                                  | Note                                                                  |
| --------------------------------------------------------------------- | --------------------------------------------------------------------- | --------------------------------------------------------------------- | --------------------------------------------------------------------- | --------------------------------------------------------------------- | --------------------------------------------------------------------- | --------------------------------------------------------------------- | --------------------------------------------------------------------- |
| 8-10-2020                                                             | Bruxelles                                                             | Belgio                                                                | 1 – 1                                                                 | Costa d'Avorio                                                        | Amichevole                                                            | -                                                                     | 78’ 86’                                                               |
| 11-11-2020                                                            | Leuven                                                                | Belgio                                                                | 2 – 1                                                                 | Svizzera                                                              | Amichevole                                                            | -                                                                     | 90’                                                                   |
| 29-3-2022                                                             | Anderlecht                                                            | Belgio                                                                | 3 – 0                                                                 | Burkina Faso                                                          | Amichevole                                                            | -                                                                     |                                                                       |
| 24-3-2023                                                             | Göteborg                                                              | Svezia                                                                | 0 – 3                                                                 | Belgio                                                                | Qual. Euro 2024                                                       | -                                                                     | 85’                                                                   |
| Totale                                                                |                                                                       | Presenze                                                              | 4                                                                     |                                                                       | Reti                                                                  | 0                                                                     |                                                                       |